# Нисканен, Микко
Ми́кко Йо́ханнес Ни́сканен (фин. Mikko Johannes Niskanen; 31 января 1929, Конгинкангас — 25 ноября 1990, Хельсинки) — финский кинорежиссёр, актёр и профессор. К самым известным его работам относятся фильмы Мальчишки, Кожа к коже и мини-сериал Восемь смертельных пуль. Эти ленты принадлежат к классике финского кинематографа. За свою карьеру Нисканен получил шесть премий «Юсси», что является рекордным результатом. Всего режиссёр снял 14 полнометражных картин.

## Семья и детство
Микко Нисканен родился в Центральной Финляндии в общине Конгинкангас, территория которой в настоящий момент входит в состав города Ээнекоски. Его родители Ууно Нисканен и Лемпи Нисканен (урождённая Аргилландер) переехали в Конгинкангас за полтора года до рождения Микко в поисках более высокооплачиваемой работы.
Всего в семье будущего кинорежиссёра было шестеро детей, из которых Микко родился третьим. В детстве он был общительным, активным ребёнком и часто устраивал проделки. Поскольку мама Микко не была домохозяйкой, а работала, мальчика часто отправляли на лето к бабушке в Виитасаари.

## Юность и молодость
Микко Нисканен начал трудовую деятельность в возрасте 13 лет. Помимо прочего, он работал в сфере лесного хозяйства и принимал участие в обществе молодёжного досуга в Конгинкангасе. Через пару лет Микко переехал в Ювяскюля, чтобы получить профессию механика, где продолжил своё увлечение театром. В 1947 году Нисканен поступил в Высшую театральную школу, и его интерес привлекла сфера киноискусства.
Микко Нисканен окончил Высшую театральную школу по актёрской специальности в 1950 году. Он работал актёром в театрах Ювяскюля и Куопио, а также организатором актёров на студии Suomen Filmiteollisuus в 1954–1958 гг. Режиссёрское образование Нисканен получил в московской высшей школе кино в 1958–1961 гг.

## Карьера в кино
В возрасте 26 лет Микко сыграл в фильме Эдвина Лайне Неизвестный солдат по роману Вяйнё Линна. К другим актёрским работам Нисканена относятся роли в картинах Tanssi yli hautojen (1950), Pekka ja Pätkä sammakkomiehinä (1957), Кровь на наших руках (1958), Здесь, под полярной звездой (1968), а также в собственных фильмах Lapualaismorsian (1967), Восемь смертельных пуль (1972), Pulakapina (1976), Осенью всё по-другому (1978), Бегство (1982), Mona ja palavan rakkauden aika (1983), Elämän vonkamies (1986) и Nuoruuteni savotat (1988).
В своих картинах Микко Нисканен показывал жизнь финской глубинки и обычных людей. Съёмки некоторых из его фильмов проходили в Конгинкангасе и Виитасаари.
Режиссёр был трижды женат; каждый брак закончился разводом.
Микко Нисканен умер от рака в возрасте 61 года. Он похоронен на кладбище Мальми в Хельсинки.

## Фильмография

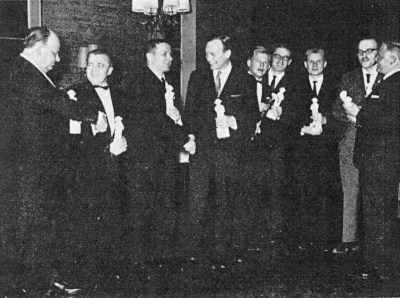
Лауреаты премии «Юсси» за 1964 год. Микко Нисканен третий слева

### Режиссёрские работы
- Pojat (Мальчишки) (1962)
- Sissit (Партизаны) (1963)
- Hopeaa rajan takaa (1963)
- Skatta (1964) (телефильм)
- Tie Pentinkulmalle (1966) (телефильм)
- Ihmisiä elämän pohjalla (1966) (телефильм)
- Käpy selän alla (Кожа к коже) (1966)
- Lapualaismorsian (1967)
- Elokuva jalostavasta rakkaudesta (1967) (телефильм)
- Asfalttilampaat (1968)
- Elävä ruumis (1969) (телефильм)
- Laulu tulipunaisesta kukasta (Песнь об огненно-красном цветке) (1971)
- Kahdeksan surmanluotia (Восемь смертельных пуль) (1972) (телефильм)
- Pajatso (1973) (телефильм)
- Kianto – omat koirat purivat (1974) (телефильм)
- Pulakapina (1977)
- Syksyllä kaikki on toisin (Осенью всё по-другому) (1978)
- Ajolähtö (Бегство) (1982)
- Mona ja palavan rakkauden aika (1983)
- Elämän vonkamies (1986)
- Nuoruuteni savotat (1988)

### Документальные фильмы
- Mikko Niskanen – ohjaaja matkalla ihmiseksi (2010)